# Адміралтейська слобідка (Таганрог)
Адміралтейська слобідка, також Морські квартали — назва, яка раніше застосовувалась по відношенню до території в межах піщаного берегу рибопереробного заводу та місця, де відбувався перетин Некрасівського провулку з вулицею Пушкінською і вулицею Шевченка в міста Таганрозі Ростовської області.

## Історія
Станом на 4 грудня 1775 року, згідно з документальними джерелами, в місті Таганрозі вже функціонувало Адміралтейство. За часів правління Катерини II на території піщаної коси вже здійснювала свою роботу кузня з 20 ковальськими горнами. Поруч розташовувалися приміщення майстерень, в яких проводились слюсарні та ліхтарні роботи, була машинна, секретна.
На території Адміралтейської слобідки були побудовані спеціальні щоглові сараї та інші приміщення, які використовувалися для зберігання припасів, гарматних верстатів і зберігання такелажу. Над урвищем перебували шлюпочні майстерні. Вони були призначені для зберігання шлюпок і деяких інших видів морських суден. Розміщувалися спеціальні приміщення для зберігання лісу. Існувала спеціальна вітрильна майстерня, в якій були передбачені підвали з морської провізією. З лівого боку від спуску був побудований будинок головного командира, з правого боку розташовувалася портова контора, різьблена майстерня, гауптвахта і вартовий будинок.
Адміралтейська слобідка була згадана в переліку «провулків, околиць і передмість» книги 1912 року «Місто Таганрог та його округ».
Адміралтейська слобідка розташовувалась поряд з Воронцовським бульваром.
З часом Адміралтейська слобода була перейменована у Маяцьку слободу.